# Vața de Jos
Vața de Jos é uma comuna romena localizada no distrito de Hunedoara, na região histórica da Transilvânia. A comuna possui uma área de 35.70 km² e sua população era de 3965 habitantes segundo o censo de 2007.
A comuna é formada da união di 13 pequenas aldeias: Basarabasa, Birtin, Brotuna, Căzănești, Ciungani, Ocișor, Ociu, Prăvăleni, Prihodiște, Tătărăștii de Criș, Târnava de Criș, Vața de Jos (capital), Vața de Sus.